# Percina williamsi
Percina williamsi är en fiskart som beskrevs av Page och Thomas J. Near 2007. Percina williamsi ingår i släktet Percina och familjen abborrfiskar. Inga underarter finns listade i Catalogue of Life.